# Rudolf Sauerwein
Rudolf Sauerwein – niemiecki kierowca wyścigowy.

## Kariera
W swojej karierze wyścigowej Sauerwein poświęcił się głównie startom w wyścigach samochodów sportowych. W latach 1937–1938 Niemiec pojawiał się w stawce 24-godzinnego wyścigu Le Mans. W pierwszym sezonie startów odniósł zwycięstwo w klasie 2, a w klasyfikacji generalnej był szósty. Rok później stanął na drugim stopniu podium w klasie 2.